# جنگ‌های صلیبی (کامیک)
جنگ‌های صلیبی (انگلیسی: Crusades)، یک مجموعه کتاب کامیک آمریکایی است که توسط ورتیگو دی‌سی کامیکس منتشر شد. این مجموعه توسط استیون تی. سیگل نوشته و توسط کلی جوناس طراحی شده است.